# Пращерук, Наталья Викторовна
Ната́лья Ви́кторовна Пращеру́к (род. 11 августа 1958, Канск) — российский литературовед, доктор филологических наук (2000), профессор кафедры русской литературы филологического факультета Уральского государственного университета им. А. М. Горького.

## Биография
Родилась в 1958 г. в Канске Красноярского края. В 1980 г. окончила с отличием филологический факультет Уральского университета, работала учителем русского языка и литературы, с 1985 г. вновь на филологическом факультете УрГУ. В 1989 г. окончила аспирантуру, в 1998 г. – докторантуру. Тема кандидатской диссертации: «Художественная концепция национального в прозе И.А. Бунина 1909–1913 годов» (1989). Тема докторской диссертации: «Феноменология И. А. Бунина: авторское сознание и его пространственная структура» (1999). Работает на кафедре русской литературы.

## Научная деятельность
В течение многих лет занимается изучением творчества И. А. Бунина, исследуя его в широком философском и культурологическом контексте. Интересуется проблемами методологии современного литературоведения, его связями с европейской философией. Ею предложена методология исследования прозы И. А. Бунина в рамках феноменологического подхода. В целом область научных интересов достаточно широка, она включает как историко-литературные, так и теоретические вопросы: поэзия 1880–1890-х гг., художественное творчество К. Н. Леонтьева, религиозно-философская и православная традиция в русской литературе, представленная творчеством Ф. М. Достоевского, Н. С. Лескова, И. С. Шмелева, Б. К. Зайцева, а также проблемы типологии художественного сознания, новых подходов к исследованию интегративных процессов в искусстве XX в. и др.

## Основные работы
- К. Леонтьев и Ф. Достоевский: спор о христианском идеале // Достоевский и национальная культура. Челябинск, 1996;
- Мне нужен свет любви твоей: Любовная лирика 80-90-х гг. XIX в. / Сост., вступ. ст. и примеч. Н. В. Пращерук. Екатеринбург, 1992;
- Художественный мир прозы И. А. Бунина: язык пространства. Екатеринбург, 1999.